# 碳聚变
碳聚变过程是一種核融合反應，發生在質量較重的恆星（誕生時至少4 MSun以上）耗尽了核心內較輕的元素之後。它需要高溫（6×108 K）和高密度（大約2×108 kg/m3），主要过程是：
|  | 12C + 12C | → | 20Ne + 4He + 4.617 MeV |
|  |           | → | 23Na + 1H + 2.241 MeV  |
|  |           | → | 23Mg + n - 2.599 MeV   |

另一類為：
|  | 12C + 12C | → | 24Mg + γ            |
|  |           | → | 16O + 24He (吸熱的) |

在氦的聚变停止後，碳聚变開始。當氦聚变時，恆星建立起一個富含碳和氧的惰性核心，一旦氦的密度降低至無法繼續聚变的水平時，核心便會因為重力而塌縮。體積的縮小造成核心的溫度和壓力上昇至碳聚变的临界溫度，這也會使圍繞著核心周圍的溫度上昇，使氦在鄰接核心的殼層內繼續聚变。於是恆星的體積增加，膨脹成為紅超巨星。
當碳聚变時，產物（氧、氖、鎂）堆積成新的惰性核。在一段時間之後（或許～一千年）碳的相对丰度將會降低至不能持續的程度，於是核心溫度開始下降並再次收縮。收縮會加熱核心使得氖开始聚变反应（參見氖融合）。圍繞著核心的碳殼層也會繼續聚变，而在更外面還有氦殼層和氫殼層在聚变。
在這個階段點上，質量在4-8倍太陽質量的恆星，變得不穩定並以巨大的恆星風將外面的殼層拋出，留下的就是以氧-氖-鎂核心的白矮星。
質量更大的恆星將繼續氖融合，但是從此刻起的演變是很快的，外殼通常來不及反應出變化。